# Европейски път E16
Европейски път Е16 е европейски автомобилен маршрут от категория А, свързващ градовете Дери (Великобритания) и Евле (Швеция).

## Маршрут
Маршрутът на Е16 преминава през 3 европейски страни, включва фериботи от Белфаст до Глазгоу и от Единбург до Берген, както и Лердалския тунел от Аурланд до Тониум с дължина 24,5 km
- Великобритания: Дери – Белфаст – ферибот – Глазгоу – Единбург – ферибот —
- Норвегия: Берген – Арна – Вос – Лердал – Тюин – Фагернес – Хьонефос – Санвика – Осло – Конгсвингер —
- Швеция: Берланге – Фалун – Евле

Е16 е свързан с маршрутите на:
| - E01 - E18 - E05 | - E15 - E39 - E06 - E04 |

## Галерия
- Тунелът Kvamskleiv и езерото Vangsmjøse в Норвегия
- Е16 край Худванген, Норвегия
- Кръстовището между E16 и E39 в Берген
- Мостът Кингстън в Глазгоу